# Saint-Germain-des-Grois
Saint-Germain-des-Grois è un comune francese di 231 abitanti situato nel dipartimento dell'Orne nella regione della Normandia.

## Società

### Evoluzione demografica
Abitanti censiti